# Institut du FSB de Nijni Novgorod
L'institut du FSB de Nijni Novgorod ou institut du service fédéral de sécurité de la fédération de Russie de Nijni Novgorod (Нижегородский институт ФСБ России) est un établissement d'enseignement supérieur fondé le 10 août 1935 pour former des cadres officiers pour la sécurité intérieure de l'URSS, puis pour le service fédéral de sécurité de la Russie. Il se trouve à Nijni Novgorod.

## Histoire

### Première école
Le 10 août 1935, un décret du conseil des commissaires du peuple d'URSS ordonne la fondation à Gorki (nom alors de Nijni Novgorod) de l'école interrégionale de Gorki du NKVD pour la formation de cadres opérationnels et des services financiers des organes de sécurité. De 1941 à 1945, pendant la Grande Guerre patriotique, l'école organise en plus des cours de formation pour les cadres et le personnel opérationnel, des cours spéciaux pour les spécialistes de la formation en communications gouvernementales, en radio et en cryptographie,.
À partir de 1946, elle forme des cadres du contre-espionnage militaire et des organes territoriaux de la sécurité de l'État et dépend du ministère de la sécurité nationale (MGB), de 1953 du ministère de l'intérieur (MVD) et de 1954 du KGB. De 1957 à 1960, les officiers opérationnels du contre-espionnage militaire des départements spéciaux du KGB de l'URSS sont formés à l'école interrégionale de Gorki. De 1935 à 1960, sur toute la période d'existence de l'école, plus de sept mille cinq cents employés opérationnels de la sécurité de l'État ont été formés. Le 22 janvier 1960, sur ordre du KGB, l'école interrégionale de Gorki est dissoute.

### Seconde école
Le 9 juillet 1984, par un décret du Conseil des ministres de l'URSS et un arrêté du KGB, les cours reprennent à Gorki; à partir de 1992, ils dépendent du ministère de la sécurité de la nouvelle fédération de Russie et en 1993 du service fédéral de contre-espionnage de la fédération de Russie. Les cours supérieurs reprennent donc le 30 août 1985 et la première promotion a lieu le 27 janvier 1986,.
Le 20 février 1995, l'école est réorganisée en institut de recyclage et de formation avancée pour les employés du FSB de Russie, devenant ainsi une institution d'enseignement supérieur militaire. Le 18 août 2007, il est uni à l'institut de médecine militaire du FSB de Nijni Novgorod (formé sur la base de la faculté de médecine militaire de l'institut de médecine de Gorki) et le 19 octobre de la même année l'institut du FSB de Nijni Novgorod est formé sur la base de ces deux institutions. Plus de dix mille officiers ont été formés dans le domaine de la sécurité intérieure depuis le début de son existence. Un quart d'entre eux ont reçu le titre de héros de la fédération de Russie et une vingtaine ont atteint le grade de général.

## Directeurs
- 1984—1991 —  général-major Ivan Grigoriévitch Filatov[3]
- 2002— ? —  général-major Sergueï Mikhaïlovitch Parchine
- Depuis 2021 — Evgueni Nikolaïevitch Kobyltchenko